# Królewskie Towarzystwo Statystyczne

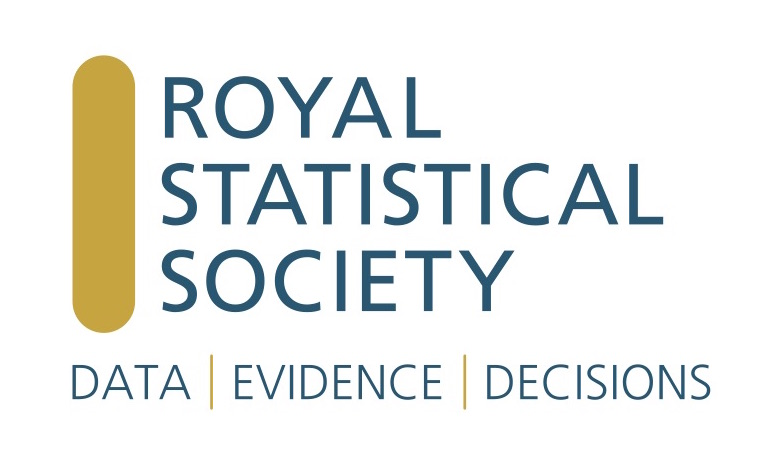
Logo Królewskiego Towarzystwa Statystycznego

Królewskie Towarzystwo Statystyczne (ang. The Royal Statistical Society) – brytyjskie stowarzyszenie zrzeszające statystyków. Jest to najstarsze na świecie towarzystwo naukowe gromadzące specjalistów z tej dziedziny wiedzy. Zostało utworzone w 1834 r. z inicjatywy belgijskiego uczonego Adolphe'a Quételeta.
Królewskie Towarzystwo Statystyczne przyznaje Medal Guya, nagrodę za osiągnięcia w dziedzinie statystyki. Nazwa nagrody upamiętnia lekarza i statystyka Williama Guya.